# Zsigmondy Emil
Zsigmondy Emil (Bécs, 1861. augusztus 11. – Meije, Dauphiné-Alpok, 1885. augusztus 6.), hegymászó, máig a legismertebb magyar származasú hegymászó a világban.

## Életpályája
Alig 24 évesen, 1885-ben halt meg az Alpokban, a Pic de la Meije megmászása közben, kötélszakadás következtében. Ez a rövid élet elég volt neki arra, hogy megszerezzen egy orvosi diplomát, megmásszon számos csúcsot, közülük sokat elsőként, és megírjon több könyvet, melyek közül az „Alpok veszélyei” a mai napig hasznosan forgatható hegymászó szakirodalom, eddig 11 kiadást ért meg három nyelven.

## Családja
Testvére Zsigmondy Richárd Nobel-díjas kémikus és Zsigmondy Ottó, aki szintén hegymászó volt.
Nagynénje, Zsigmondy Auguszta Schulek Frigyes édesanyja.

## Művei
- Die Gefahren der Alpen (Bécs, 1885., magyar kiadás: Az Alpok veszélyei, Kornétás Kiadó, Budapest 2001)[4] ISBN 9639353000
- Im Hochgebirge (Lipcse, 1889, Verlag von Dunder & Humbolt, K. Schultz gondozásában és E. T. Compton képeivel, magyar kiadás: Alpesi kalandozások címen, Fekete Sas Kiadó, Budapest 2004) ISBN 9639352675
- Erschliesser der Berge (1926)

## Emlékezete

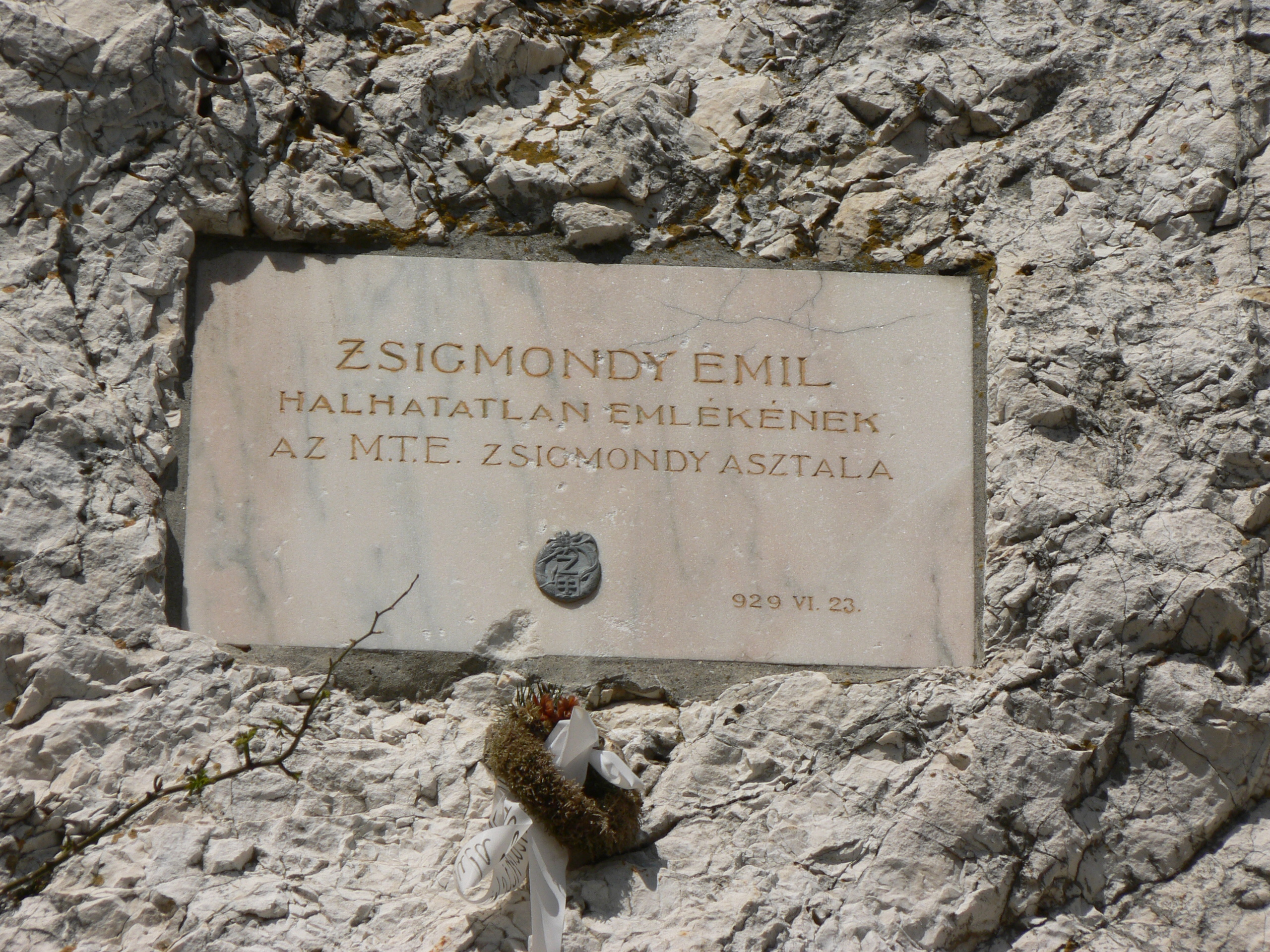
Zsigmondy Emil emléktáblája a Vaskapu-sziklán

### Róla elnevezett földrajzi helyek
- Zsigmondy-csúcs (Zillertal) (3085 m)
- Zsigmondykopf (Hochalmspitze-csoport)
- Bréche de Zsigmondy (Zsigmondy-párkány, Dauphiné)
- Tour de Zsigmondy (Zsigmondy-torony, Meije)
- Zsigmondy-gerinc (Sexteni Dolomitok)
- Zsigmondy-gleccser (Új-Zéland)
- Zsigmondy Hütte (Dolomitok)
- Zsigmondy Gamseck (Raxalpe)